# Tappan Zee Bridge (nuovo)
Il Governor Mario M. Cuomo Bridge, meglio conosciuto come Tappan Zee Bridge, è un ponte situato sul fiume Hudson, nello stato di New York, negli Stati Uniti d'America, costruito per rimpiazzare l'omonima struttura che si trovava poco più a sud.

## Storia
Nel 2012 vennero selezionati i progetti definitivi del Tappan Zee Bridge. Durante l'anno seguente, la Tappan Zee Constructors avviò la costruzione delle campate. Il ponte venne eretto usando la Left Coast Lifter, una delle più grandi gru del mondo. La campata nord venne ufficialmente aperta al traffico in direzione ovest il 26 agosto 2017, e il traffico in direzione est iniziò a utilizzare provvisoriamente quella campata il 6 ottobre 2017. Nel frattempo, la Tappan Zee Constructors iniziò a demolire il vecchio ponte. La campata sud venne inaugurata durante una cerimonia avvenuta il 7 settembre 2018, e aperta al traffico l'11 settembre.
La scelta di dedicare il ponte a Mario Cuomo, controverso governatore di New York, spinse alcune persone a lanciare una petizione, e avviare delle proposte di legge per assegnare un nome diverso alla struttura.

## Descrizione
Il Tappan Zee Bridge è un ponte strallato di due strade che attraversa il fiume Hudson e collega alle sue estremità i comuni di Tarrytown e Nyack.
La campata settentrionale del ponte trasporta il traffico automobilistico in direzione nord e ovest della I-87 e della I-287, che appartengono alla New York State Thruway; conduce anche a un percorso destinato ad un uso promiscuo di pedoni e biciclette. La campata meridionale trasporta il traffico automobilistico in direzione sud e est.